# Draginje (Koceljeva)
Draginje (Servisch cyrillisch Драгиње) is een plaats in de Servische gemeente Koceljeva. De plaats telt 1701 inwoners (2002).